# Al Qubba
Al Qubba ou Gubba (en arabe : القبة, prononciation bédouine : gubba), est une ville située à l'est de la Libye, ancienne capitale du district d'Al Qubba. Elle est la ville la plus peuplée entre Derna et Bayda.